# Amores locos (película)
Amores locos es una película española de 2009, un drama romántico dirigido por Beda Docampo Feijóo, que firma también el guion.

## Argumento
Julia es una joven auxiliar de sala del Museo del Prado que está convencida de que ella es quien aparece en una pintura flamenca del siglo XVII de la sala donde trabaja. Un día aparece Enrique, un prestigioso psiquiatra especialista en delirios, en quien Julia ve al otro personaje del cuadro y con quien piensa que ha vivido un amor a través de los siglos. Enrique piensa que está enferma e intentará curarla.

## Premios y nominaciones
- Nominada a la Violette d'Or en el Festival Cinespaña de Toulouse de 2009. [2]
- Premio a la mejor interpretación femenina en el Festival Cinespaña de Toulouse de 2009 para la protagonista, Irene Visedo. [2]

## Localizaciones
La película se rodó íntegramente en Madrid. Uno de sus escenarios principales es el Museo del Prado. 